# Joseph Cambon

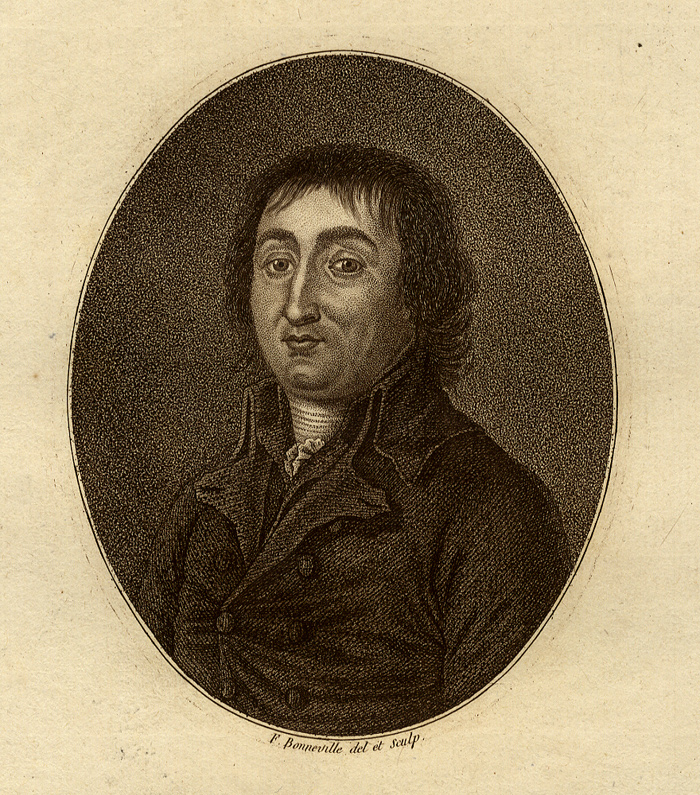
Porträt des Pierre Joseph Cambon
Grafik von François Bonneville

Pierre Joseph Cambon (* 16. Juni 1756 in Montpellier; † 15. Februar 1820 in Saint-Josse-ten-Noode in der Nähe von Brüssel) war ein französischer Politiker während der Französischen Revolution.

## Leben
Cambon war der Sohn eines reichen Tuchhändlers und stand in seiner Geburtsstadt dem väterlichen Handelsgeschäft vor. Nach Ausbruch der Französischen Revolution gehörte er zu den Gründern des örtlichen Jakobinerklubs in seiner Heimatstadt.
Im September 1791 wurde er von seinem Heimatdépartement (= Hérault) in die gesetzgebende Nationalversammlung gewählt. Dort gehörte er dem Finanzausschuss an, dessen aktivstes Mitglied er war. Außerdem war er der letzte Präsident der gesetzgebenden Nationalversammlung.
Er zählte zu den entschiedensten Anhängern des am 20. April 1792 gegenüber Österreich erklärten Krieges und befürwortete Eroberungen. Durch Spekulation mit Nationalgütern erwarb er ein Vermögen.
Im September 1792 wurde er von seinem Heimatdépartement Hérault in den Nationalkonvent gewählt, wo er aufgrund seines Rufes als Finanzfachmann erneut in den Finanzausschuss entsandt wurde. Er zählte zunächst zu den Männern der Ebene bzw. des Marais, ging jedoch später zur Bergpartei bzw. der Montagne über, da er nur diese für fähig hielt, die Feinde im Inneren und Äußeren zu besiegen.

Auf seinen Vorschlag vom 15. Dezember 1792 erließ der Nationalkonvent ein Dekret, das die Grundlinien der Besatzungspolitik in den eroberten Gebieten wie folgt festlegte:
„Alle diejenigen, die Immunitäten und Privilegien besitzen, die Feinde der französischen Republik, müssen vernichtet werden; die französischen Befreier müssen sich in den Ländern, die sie beglücken wollen, als revolutionäre Gewalt erklären und ihre Handlungen mit dem ganzen Ansehn der Vernunft und der nationalen Allmacht bekleiden; die erste Sorge beim Eintritt in ein Land muss die Beschlagnahme der Güter der Privilegirten als Währleistung für die Kriegskosten sein; die beweglichen und unbeweglichen Güter des Fiscus, der Fürsten, Ihrer Anhänger, Trabanten, aller Gemeinheiten, aller Mitschuldigen der Tyrannen müssen unter den Schutz der großen Nation gestellt werden; Urwahlen der befreiten Völker werden zwar den guten Dienst leisten, eine Behörde zu schaffen, der die Verwaltung der confiscirten Güter übergeben werden kann; aber da ein Volk, da so eben erst befreit ist, sich nicht selbst überlassen werden darf, so werden die Convents-Commissare diesen Behörden in der Verwaltung beistehen; ferner wird die französische Republik, da die befreiten Völker nach der Unterdrückung der alten Abgaben und Mißbräuche keine Einkünfte haben, ihnen den Schatz der großen Republik öffnen, d. h. ihren Überfluß an Assignaten in die eroberten Länder ableiten und den Credit der revolutionären Münze durch die neu gewonnenen Hypotheken vermehren; zum Schluß endlich wird Frankreich mit den Repräsentanten eines jeden befreiten Volkes seine Rechnungen berichtigen, d. h. seine Ausgaben und die Lieferungen, die es für Heere und Beamte bezogen hat, vergleichen."
Cambon stimmte für die Hinrichtung König Ludwigs XVI.
Vom 6. April bis zum 10. Juli 1792 gehörte Cambon dem ersten Wohlfahrtsausschuss an.
Vom 20. September bis zum 3. Oktober 1793 präsidierte er dem Nationalkonvent.
Cambon war maßgeblich verantwortlich für eine ganze Reihe von Maßnahmen, mit denen der Wertverfall der Assignaten gestoppt werden sollte. Dazu gehörten die Festsetzung eines Zwangskurses und das Verbot des Verkaufs von Metallgeld am 11. April 1793, ferner der Zwangsumtausch von Hartgeld in Assignaten am 1. Dezember 1793 und schließlich die Konfiszierung aller ausländischen Devisen zum offiziellen (Pari-)Kurs am 26. Dezember 1793. Vor allem dank dieser Maßnahmen stieg der Nennwert der Assignaten von 22 % im August 1793 auf 48 % Ende 1793. Gleichzeitig war Cambon jedoch Befürworter der Inflationspolitik, d. h. der massenhaften Neuausgabe von Assignaten zwecks Deckung der Kriegskosten.
Auf seine Initiative hin wurde ein sog. Hauptbuch der Staatsschulden angelegt, um einen besseren Überblick über die Verbindlichkeiten des Staates zu gewinnen.
Cambon war ein Gegner der sozialen Gleichheit und der Volksbewegung. Folgerichtig zählte er zu den schärfsten Kritikern der sog. Ventôse-Dekrete und beteiligte sich maßgeblich am Sturz Robespierres am 27. Juli 1794.
Am 3. April 1795 wurde er aus dem Finanzausschuss des Nationalkonvents entlassen und kurz darauf in Abwesenheit zu Deportation nach Guayana verurteilt. Um dieser zu entgehen, floh Cambon in die Schweiz. Ende Oktober 1795 wurde er begnadigt und zog sich auf sein Landgut unweit von Montpellier zurück, wo er bis zum Ende der Napoleonischen Herrschaft fern von der Öffentlichkeit lebte. Nach der Restauration der Bourbonen wurde Cambon 1816 als sog. Königsmörder des Landes verwiesen. Er übersiedelte nach Belgien, wo er bis zu seinem Tode am 15. Februar 1820 verblieb.

## Französischsprachige Literatur
- R. Arnaud, Cambon, 1756–1820, la débâcle financière de la Révolution, Paris, Perrin, 1926, S. 324.
- Arnaud, Cambon, 1756–1820, der Zusammenbruch der Revolution in Paris, Perrin, 1926, S. 324
- F. Bornarel, Cambon et la Révolution française, Paris, F. Bornarel, Cambon und die französische Revolution, Paris, F. Alcan, 1905, S. 412.
- E.-D. Grand et L. Grand und L. de la Pijardière, Lettres de Cambon et autres envoyés de la ville de Montpellier, Montpellier, Imprimerie Serre, 1889, 100 p. Zum Pijardière, Briefe von Cambon und andere an die Stadt Montpellier, Montpellier, Druckerei Gewächshaus, 1889, 100 S.
- P.-F. Pinaud, « Les ministres des Finances : rupture ou continuité ? », dans R. Pinaud, "Die Finanzminister: Bruch oder Kontinuität?", In R. H., avril-juin 1995, pp. H., April–Juni 1995, S. 283–320.
- G. Saumade, « Cambon et sa famille acquéreurs de biens nationaux », dans Annales Historiques de la Révolution française, 1938, n° 93-94, pp. Saumade, Cambon ", und seine Familie Erwerber von nationalen", in Historische Annalen der Französischen Revolution, 1938, Nr. 93–94, S. 3–44.
- Clovis Sené, Joseph Cambon (1756–1820), le financier de la Révolution, biographie, Lattès, 1987. Clovis Sené, Joseph Cambon (1756–1820), die finanziell von der Revolution, Biographie, Lattès, 1987.

## Deutschsprachige Literatur
- Hermann Wagener (Hrsg.): Neues Conversations-Lexikon – Staats- und Gesellschaftslexikon, Band 4. F. Heinicke, Berlin 1860, S. 795 (Digitalisat).
- Bernd Jeschonnek: Revolution in Frankreich 1789–1799. Ein Lexikon. Akademie-Verlag, Berlin 1989, ISBN 3-05-000801-6, S. 21–22.